# Вятчино
 Вятчино  — деревня в Новоторъяльском районе Республики Марий Эл. Входит в состав Масканурского сельского поселения.

## География
Находится в северо-восточной части республики Марий Эл на расстоянии приблизительно 18 км по прямой на север-северо-запад от районного центра посёлка Новый Торъял.

## История
Известна с 1836 года, когда здесь было 11 дворов. В 1859 году в починке казённом Вятчино при реке Малая Толмань насчитывалось 26 дворов, 281 житель, все православные, русские. В 1905 году насчитывалось 46 дворов, 366 жителей. В 1926 году числился 61 двор. В 1999 году в деревне насчитывалось 10 дворов, в 2002 году 5 домов. В советское время работали колхозы «Победа», имени Ворошилова, «Искра», «Путь к коммунизму», совхоз «Масканурский» (позднее колхоз «Масканурский»).

## Население
Население составляло 4 человека (русские 100 %) в 2002 году, 4 в 2010.